# Aarzemnieki

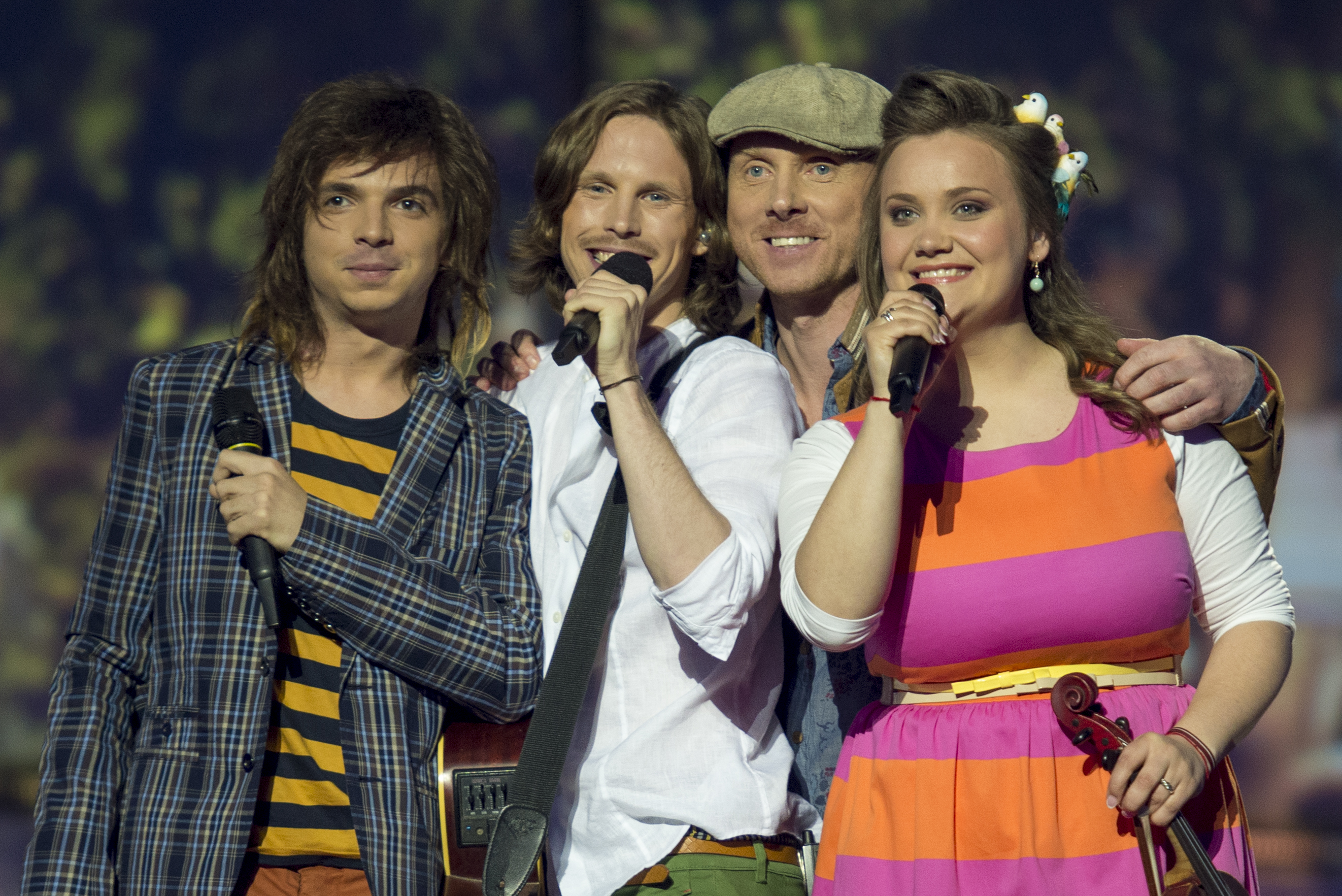
Aarzemnieki (2014)
V. l. n. r. Raitis Viļumovs, Jöran Steinhauer, Guntis Veilands, Katrīna Dimanta

Aarzemnieki ist eine lettische Band.

## Werdegang
2011 wurde das Musikprojekt vom deutschen Sänger Jöran Steinhauer und dem Briten Nick Massey gegründet und 2013 weiterentwickelt.
Mit dem Lied Cake to bake wurde die Band nach einer TV-Vorentscheidung mit insgesamt 24 Konkurrenten ausgewählt, Lettland beim 1. Halbfinale des Eurovision Song Contest 2014 in Kopenhagen zu vertreten. Sie verpassten allerdings den Einzug ins Finale.
Der Bandname (nach lettischer Rechtschreibung ārzemnieki) bedeutet ins Deutsche übersetzt „(die) Ausländer“.